# 林业法院
林业法院，是中国的一类专业法院，包括中级林区法院与基层林业法院。

## 历史
1978年，东北与内蒙古境内有国有森林工业施业区的不分县区的基层人民法院在国有林业局派出了一批林区人民法庭。审理民事与部分刑事案件。
1980年实施的《中华人民共和国人民法院组织法》规定了专业法院的条文。1982年12月黑龙江、吉林两省的森林工业总局、甘肃白龙江林区、云南西双版纳林区设立了中级森林法院。
1983年全国人大常委会修订《人民法院组织法》后，最高人民法院决定中级森林法院改为中级人民法院分院。吉林森林法院与同年改为浑江市中级人民法院分院和吉林市中级人民法院分院。下设民事、刑事、经济、林业审判庭。实际上发生在森林工业国有林区的一切法律审判案件均由两级林区法院管辖。林区基层法院所需经费由驻地林业局承担，接受林业局党委领导，受驻地县人大常委会监督，编制为国有企业，受上级中级林区法院的业务指导监督，干部任免权限由林业局党委审核后由所在县人大常委会履行。
根据《国务院办公厅关于解决森林公安与林业检法编制和经费问题的通知》（国办发[2005]42号），经与国家林业局和最高人民法院协商，《中央机构编制委员会办公室关于为森林公安和林业法检机构核定政法专项编制等事项的通知》（中央编办发[2007]19号），林区法院改为省级高级人民法院的派出法院。 2014年8月16日白山市中级人民法院分院和吉林市中级人民法院分院合并为吉林省长春林区中级法院，在长春市珠海路1117号吉林省高级人民法院内办公)。